# Internazionali di Tennis di Baviera 1983
Gli Internazionali di Tennis di Baviera 1983 sono stati un torneo di tennis giocato sulla terra rossa. È stata la 68ª edizione del torneo, che faceva parte del Volvo Grand Prix 1983. Si è giocato a Monaco di Baviera in Germania, dal 16 al 22 maggio 1983.

## Campioni

### Singolare
Tomáš Šmíd ha battuto in finale  Joakim Nyström con il punteggio di 6–0, 6–3, 4–6, 2–6, 7–5

### Doppio
Chris Lewis /  Pavel Složil hanno battuto in finale  Anders Järryd /  Tomáš Šmíd con il punteggio di 6–4, 6–2